# Евгенија
Евгенија је женско словенско хришћанско женско име. Потиче од грчке речи eugenes, што значи „благодаран“. Руско значење овог имена је „племенитог порекла“. Мушки облик је Евгеније, које се налази у календару православне цркве.

## Популарност
У Словенији је 2007. ово име било на 594. месту по популарности.

## Изведена имена
У Србији су уобичајенији облици овог имена који почињу на слово Ј: Јевгенија, Јевгеније, Јевђен, Јевђенија и Јевђеније.